# Arthur Mariano
Arthur Nory Oyakawa Mariano , brazilski telovadec in olimpionik, * 18. september 1993, Campinas, Brazilija.
V gimnastiki na Poletnih olimpijskih igrah 2016 v Riu je na parterju osvojil bronasto medaljo.